# Potifar
Potifar, Putyfar (hebr. פּוֹטִיפַר; z egip. „dany przez Ra”) – postać biblijna ze Starego Testamentu, egipski urzędnik, który kupił od Madianitów jako niewolnika Józefa (Rdz 37,36). Dostrzegając jego zalety, uczynił go następnie zarządcą swojego domu oraz majątku (Rdz 39,2-6). Żona Potifara próbowała pod nieobecność męża uwieść Józefa, a gdy ten odrzucił jej zaloty, oskarżyła go o napaść. W konsekwencji Potifar nakazał wtrącić Józefa do więzienia (Rdz 39,11-20).
Funkcja, jaką pełnił Potifar, pozostaje niejasna. Rdz 37,36 określa go jako „przełożonego dworzan”. Natomiast w Rdz 39,1 nazwany jest „dowódcą straży przybocznej”, choć użyty tam zwrot można tłumaczyć także jako „naczelnika kucharzy”.
W późniejszej tradycji często utożsamiany ze wzmiankowanym w Rdz 41,45 kapłanem Potiferą, teściem Józefa. W Septuagincie ich imiona zostały zapisane jednakowo.